# UFC on ABC: Emmett vs. Topuria
UFC on ABC: Emmett vs. Topuria（ユーエフシー・オン・エービーシー：エメット・バーサス・トプリア、別名UFC on ABC 5）は、アメリカ合衆国の総合格闘技団体「UFC」の大会の一つ。2023年6月24日、フロリダ州ジャクソンビルのバイスター・ベテランズ・メモリアル・アリーナで開催された。

## 大会概要
本大会はジョシュ・エメットとイリア・トプリアのフェザー級戦が組まれた。

## 試合結果

### プレリミナリーカード
第1試合 ミドル級 5分3R
○  セドリケス・ドゥマス vs.  コーディ・ブランデージ ×
3R終了 判定3-0（30-27、29-28、30-27）
第2試合 フェザー級 5分3R
○  ジャック・ジェンキンス vs.  ジャマル・エマース ×
3R終了 判定2-1（27-30、29-28、29-28）
第3試合 ライト級 5分3R
○  チェペ・マリスカル vs.  トレバー・ピーク ×
3R終了 判定3-0（30-27、30-27、30-27）
第4試合 フライ級 5分3R
○  ジョシュア・ヴァン vs.  ジャルガス・ジュマグロフ ×
3R終了 判定2-1（28-29、29-28、29-28）
第5試合 女子ストロー級 5分3R
○  タバサ・リッチ vs.  ジリアン・ロバートソン ×
3R終了 判定3-0（29-28、29-28、30-27）
第6試合 157.25ポンド契約 5分3R
○  マテウシュ・レベツキ vs.  ルイク・ラジャボフ ×
2R 2:36 TKO（左ストレート）
※ラジャボフの体重超過によりライト級から変更。
第7試合 ウェルター級 5分3R
○  ランディ・ブラウン vs.  ウェリントン・トゥルマン ×
3R終了 判定3-0（29-28、29-28、29-28）
第8試合 ウェルター級 5分3R
○  ニール・マグニー vs.  フィル・ロウ ×
3R終了 判定2-1（29-28、28-29、29-28）

### メインカード
第9試合 ミドル級 5分3R
○  ブレンダン・アレン vs.  ブルーノ・シウバ ×
1R 4:39 リアネイキドチョーク
第10試合 フェザー級 5分3R
○  デビッド・オナマ vs.  ガブリエル・サントス ×
2R 4:13 KO（右アッパー→パウンド）
第11試合 ヘビー級 5分3R
－  オーステン・レーン vs.  ジャスティン・タファ －
1R 0:29 ノーコンテスト（偶発的なサミング）
第12試合 女子フライ級 5分3R
○  メイシー・バーバー vs.  アマンダ・ヒバス ×
2R 3:42 TKO（グラウンドの肘打ち）
第13試合 フェザー級 5分5R
○  イリア・トプリア vs.  ジョシュ・エメット ×
5R終了 判定3-0（50-44、50-42、49-45）

### 各賞
ファイト・オブ・ザ・ナイト：イリア・トプリア vs. ジョシュ・エメット
パフォーマンス・オブ・ザ・ナイト：メイシー・バーバー、デビッド・オナマ
各選手にはボーナスとして5万ドルが授与された。

### カード変更
負傷などによるカードの変更は以下の通り。
・平良達郎 vs. クレイドソン・ホドリゲス→ホドリゲスの体重超過により中止。